# 이연 (바둑 기사)
이연(李沇, 2004년 1월 18일 ~ )은 대한민국의 바둑 기사이다.

## 약력
서울 출신으로 7세 때 초등학교 방과 후 학교를 통해 처음 바둑을 접했다. 이후 선생님들의 추천을 받아 바둑도장으로 옮겨 공부했다. 양천대일 바둑도장에서 공부했고 이용수 사범의 지도를 받았다. 2018년 문지환과 함께 제10회 영재입단대회를 통해 입단했다. 2019년 제7기 하찬석 국수배 영재바둑대회 본선 16강에 진출했다. 2023년에 5단으로 승단했다.